# فرد ر. فيشر
فرد ر. فيشر (بالإنجليزية: Fred R. Fisher) هو سياسي أمريكي، ولد في 1871، وتوفي في 1959. حزبياً، نشط في الحزب الجمهوري. وقد انتخب عضو مجلس ولاية ويسكونسن.